# لهوتکی
لهوتکی (به چکی: Lhotky) یک منطقهٔ مسکونی در جمهوری چک است که در ناحیه ملادا بولسلاو واقع شده‌است.